# Franz Reichleitner
Franz Karl Reichleitner, né le 2 décembre 1906 à Ried im Traunkreis (Autriche-Hongrie) et mort le 3 janvier 1944  à Fiume (Italie), était un SS-Hauptsturmführer autrichien qui a participé au programme secret d'euthanasie des handicapés allemands mis en œuvre par les nazis en 1939. 
Il est ensuite connu pour avoir été l'un des exécutants de l’Aktion Reinhard au sein du programme de destruction des Juifs d'Europe, en tant que commandant du camp d'extermination de Sobibor, où il a succédé à Franz Stangl envoyé à Treblinka, du 1er septembre 1942 jusqu'à la suppression du camp de Sobibor le 17 octobre 1943.

## Début de carrière et Aktion T4
Reichleitner s'affilie au parti nazi en 1936 puis rejoint la Schutzstaffel en 1937. Il commence sa carrière comme Kriminalsekretär à la Gestapo de Linz. Il est ensuite affecté au programme d'« euthanasie » de Aktion T4 au centre de mise à mort d'Hartheim, situé près de Linz. Il travaille tout d'abord aux côtés de Franz Stangl, qu'il aurait aidé à obtenir un poste à responsabilité , comme superviseur-adjoint sous les ordres de Christian Wirth, avant de succéder à celui-ci.
Reichleitner est marié à Anna Baumgartner originaire Steyr.

## Commandant de Sobibor
Promu SS-Obersturmführer, Reichleitner est placé, le 1er septembre 1942, sous les ordres de Christian Wirth et d'Odilo Globocnik, ce dernier étant le responsable de l'opération Reinhard Au départ de Franz Stangl pour Treblinka, il lui succède comme commandant de camp d'extermination de Sobibor.  Bien que Reichleitner soit rarement présent dans le camp et qu'il soit considéré comme un buveur invétéré, son commandement est encore plus dur que celui de son prédécesseur. 
Un survivant du camp, Moshe Bahir, livra le témoignage suivant :

« Reichleitner, un homme à la fin de la quarantaine, avec un accent autrichien, était toujours habillé avec une grande élégance et portait des gants. Il n'avait pas de contact direct avec les déportés, sachant qu'il pouvait faire confiance à ses subordonnés qui le craignaient. Il dirigeait le camp avec une précision germanique. Sous son commandement, les opérations d'extermination se déroulaient sans difficulté et tous les convois arrivés dans la journée étaient liquidés le jour-même, sans jamais attendre le lendemain... 
À une occasion, lorsqu'un déporté âgé gifla un officier SS, Karl Frenzel, Reichleitner sépara l'homme du groupe et l'abattit sur le champ devant les membres de sa famille et l'ensemble des déportés du convoi. »

Après sa visite du 12 février 1943 à Sobibor, le Reichsführer-SS Heinrich Himmler promeut Reichleitner au grade de SS-Hauptsturmführer. Reichleitner est en permission lors de la révolte du 14 octobre 1943 au cours de laquelle 300 détenus sur 600 parviennent à s'évader. Ceux qui n'ont pas réussi à s'échapper sont exécutés. Sur l'ordre direct de Himmler, le camp est fermé quelques jours après et les SS tentent d'effacer toute trace de son existence.
À l'automne 1943, comme de très nombreux participants à l'Opération Reinhard, Reichleitner est transféré dans la région de Fiume pour en éradiquer les Juifs et lutter contre les partisans. Il est tué par ceux-ci le 3 janvier 1944.